# Granschütz
Granschütz ist ein Ortsteil der Stadt Hohenmölsen im Burgenlandkreis in Sachsen-Anhalt. In Granschütz leben ca. 930 Einwohner (Stand: 1. Januar 2019), davon 104 in Aupitz.

## Geografie
Granschütz liegt südöstlich von Weißenfels am Auensee, einem Tagebaurestloch. Als Ortsteil der ehemaligen Gemeinde war Aupitz ausgewiesen.

## Geschichte
Im sächsischen Brüderkrieg 1445 bis 1451 wird Granschütz durch bischöfliche Söldner zerstört. Die Pest fordert 1680 fünfzehn Todesopfer. Nach dem Wiener Kongress 1815 wurde Granschütz von Sachsen zu Preußen übertragen. Nach der Entdeckung von Braunkohle bei Brunnenbohrungen im Jahre 1839 wurde bis 1918 Braunkohle gefördert.
Am 20. Juli 1950 wurde die bis dahin eigenständige Gemeinde Aupitz eingegliedert.
Am 1. Januar 2010 wurde die bis dahin selbstständige Gemeinde Granschütz zusammen mit der Gemeinde Taucha in die Stadt Hohenmölsen eingemeindet.

## Sehenswürdigkeiten / Tourismus

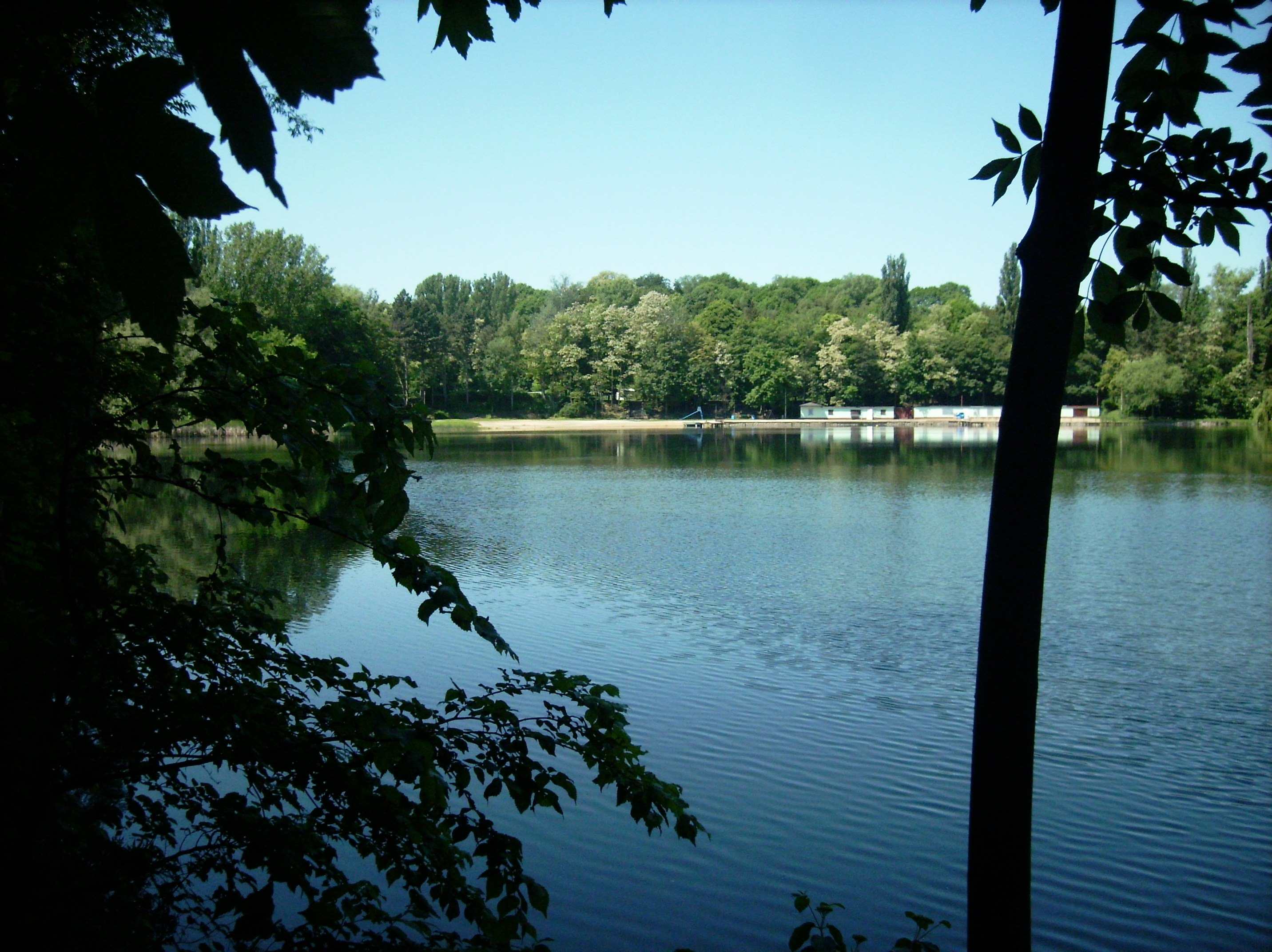
Auensee

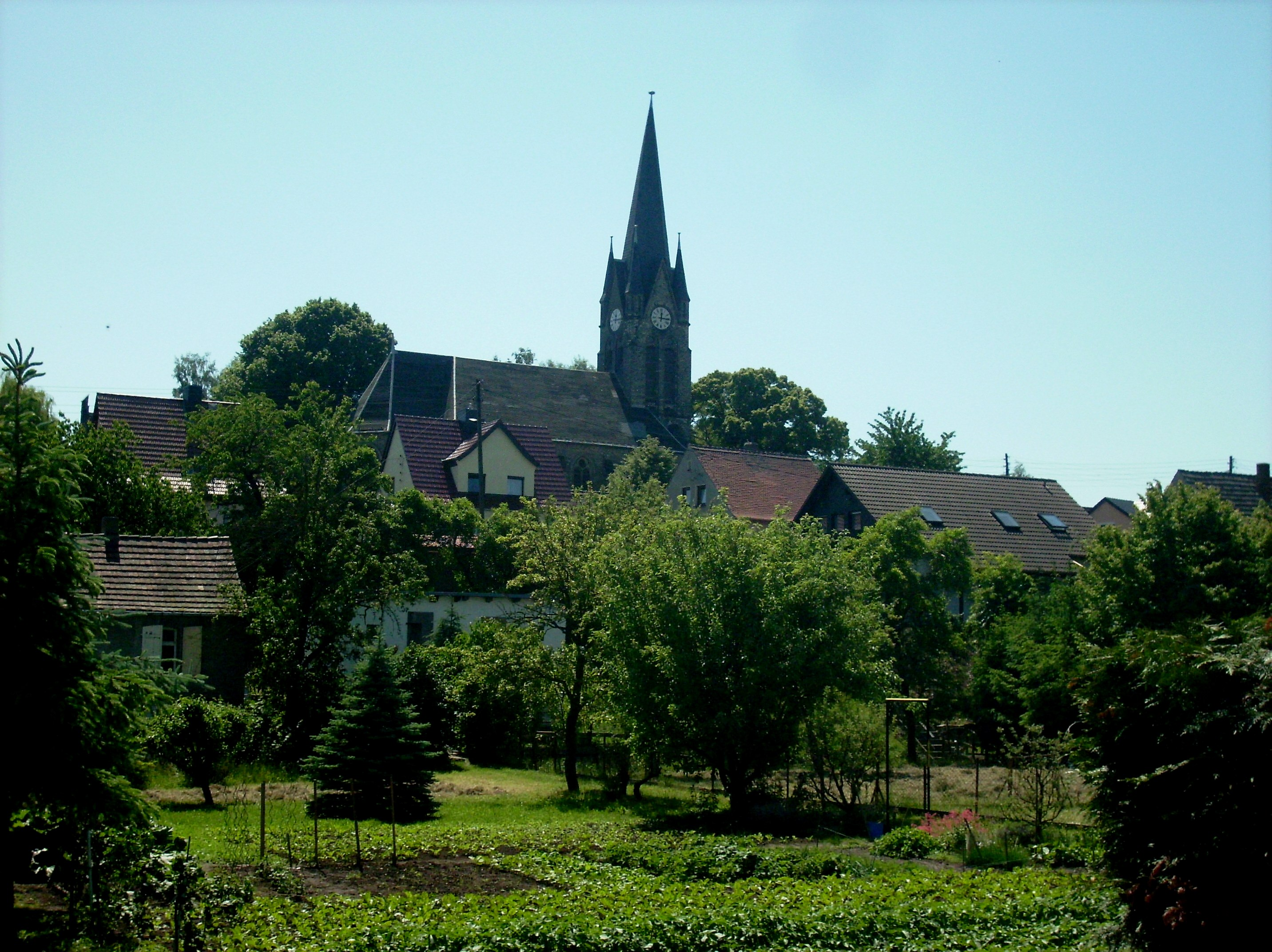
Granschütz

- Sehenswert ist die 1898 erbaute neugotische Dorfkirche.
- Der Auensee besitzt einen Badestrand.
- An der Sekundarschule, die 1969 den Namen Werner Seelenbinders erhielt, wurde 1974 eine Relieftafel angebracht, die an den antifaschistischen Arbeitersportler erinnert, der 1944 ermordet wurde.
- Kriegerdenkmal an der Weißenfelser Straße

## Verkehr
Der öffentliche Personennahverkehr wird unter anderem durch den PlusBus des Bahn-Bus-Landesnetz Sachsen-Anhalt erbracht. Folgende Verbindung führt, betrieben von der Personenverkehrsgesellschaft Burgenlandkreis, durch Granschütz:
- Linie 800: Weißenfels ↔ Zorbau ↔ Granschütz ↔ Webau ↔ Hohenmölsen

Durch Granschütz verläuft die Bundesstraße 176 Weißenfels–Hohenmölsen. Die nächste Autobahnanschlussstelle ist Weißenfels an der Bundesautobahn 9, etwa fünf Straßenkilometer westlich gelegen.
Der nächste Bahnhof ist der zwischen Granschütz und Webau gelegene Bahnhof Webau an der nicht mehr vom Personenverkehr bedienten Bahnstrecke Großkorbetha–Deuben.

## Wirtschaft
- Agro GmbH Granschütz
- Matthias Meinhardt STM Schwimmbadtechnik
- Spielstube Event GmbH
- LOGWIN
- GEH Gastro Event & Handels GmbH

## Persönlichkeiten
- Jutta Knop (* 1944), Politikerin, Bürgermeisterin von Granschütz von 1988 bis 1994
- Andreas Lorenz (1937–2023), Politiker